# Viola commersonii
Viola commersonii är en violväxtart som beskrevs av Dc. och Ging.. Viola commersonii ingår i släktet violer, och familjen violväxter. Inga underarter finns listade i Catalogue of Life.